# Amphicaryon peltifera
Amphicaryon peltifera is een hydroïdpoliep uit de familie Prayidae. De poliep komt uit het geslacht Amphicaryon. Amphicaryon peltifera werd in 1888 voor het eerst wetenschappelijk beschreven door Haeckel. 